# ようこそジャパリパークへ
「ようこそジャパリパークへ」は、どうぶつビスケッツ×PPPの楽曲。大石昌良が作詞・作曲・編曲を手掛けた。

## 背景
本曲は、テレビアニメ『けものフレンズ』のオープニングテーマとして制作された楽曲である。作詞・作曲・編曲を担当した大石は、2016年夏頃にビクターエンターテインメントのディレクター（内田峻）から制作を依頼され、アニメ製作委員会の会議にも参加した。制作環境については、マイナー調でなくテンポ感が速い賑やかな曲を依頼されたものの、アニメ全話のプロットやシリーズ構成の資料などを参考に構成し、ほぼ自由に制作できるものであった。
また、アニメーションプロデューサーの福原慶匡は『野生の王国』のような深夜に聴いたら異物感を感じるような曲にしたいと考え、話し合いの結果、主にアフリカの楽器であるクイーカ（NHK教育テレビで放送された工作番組”できるかな”のゴン太くんの声の正体）が追加された。このクィーカの音色は、アニメの世界観も相まって「ゴリラの声に聞こえる」として話題となった。

## 音楽性
ドラムは山内"masshoi"優、その他の楽器は作曲した大石により演奏されている。
大石は、この楽曲に"黄金期J-POP時代"のヒットの要素、いわゆるヒット音楽の王道である王道コード進行をそれぞれのセクションに鏤めたと述べており、これが星野源にも伝わったのではないか、と推測している。加えて大石は、2000年代アニソン黄金期作と呼ばれている『らき☆すた』や『涼宮ハルヒの憂鬱』、『けいおん!』、『ゆるゆり』などの作品が持つアニソンの系譜となる要素も詰め込んだ、と述べている。
レコーディングが行われたのはアニメのアフレコの前で、歌唱する声優らもキャラクターをどう演じるか定まっていない時期だったため、3日間かけ歌唱する8人分のフルコーラスを録ってからそれぞれのパートを振り分けるという形になった。そのため、大石はとても時間と労力をかけた楽曲になった、と述べている。
なお、大石はコーラスとしても参加しており、中性的なコーラスを入れることで楽曲に奥行きをもたらしている。

## シングルリリース
2017年2月8日にJVCケンウッド・ビクターエンタテインメントから発売された。販売形態は初回限定盤（VIZL-1108）と通常盤（VICL-37248）の2種で、初回限定盤には特大フレンズ缶バッジとイベント参加券が同梱されている。
また、大石はこの楽曲を仮歌として自身が歌唱した動画をニコニコ動画へ公開し、注目を集めた。なお、本曲はオーイシマサヨシ名義での1stアルバム『仮歌』にフルコーラス収録されている。

## 反響
iTunesの総合ランキングでは、配信開始日である2017年2月8日に一時3位まで上昇した。大石やビクターの音楽プロデューサー内田（峻）らはこのような反響を予想しておらず、その反響に応えられるほどのCDをプレスしていなかった。CDは発売翌日の9日に完売し、『けものフレンズ』の公式ツイッターにて追加生産をする旨を発表することとなった。オリコンチャートでは発売から1ヶ月近く経った2017年3月20日付の週間チャートにて最高位18位を記録している 。大石は、『星野源のオールナイトニッポン』でこの楽曲が取り上げられたことも反響を後押ししているのではないか、と述べている。本曲のヒットがきっかけとなって大石の仕事が増え「自分の音楽人生の中で一番の変革期だった」と語っている。
2017年4月14日に放送された『ミュージックステーション』で、どうぶつビスケッツ×PPPが出演し、同曲を披露した。声優ユニットの同番組出演は、2015年12月に出演したμ's以来となる。同年9月18日の『ミュージックステーションウルトラFES』に二回目の出演。かばん役の内田彩を加え、さらにスケジュールの都合で出演が見送られたイワトビペンギン役の相羽あいなの代役として、マーゲイ役の山下まみ、コツメカワウソ役の近藤玲奈をサポートメンバーとして追加し、10人編成で歌われた。同年8月25日のAnimelo Summer Live2017一日目においては、基本メンバー8人のほかに、コツメカワウソ役の近藤玲奈、ハシビロコウ役の小森未彩、楽曲を提供した大石（ギターも演奏）を加えた11人で歌唱している（グループ名義は「けものフレンズ」）。同年12月13日には『2017 FNS歌謡祭 第2夜』に初出演を果たして同曲を欅坂46との共演で披露した。なお、地上波パフォーマンスを行う際は、間奏の台詞部分「ここはジャパリパーク！」を、『FNS歌謡祭』の場合は「ここはFNS歌謡祭！」のように、番組・会場名に変更する。
配信が累計12万突破していることがツイッター公式アカウントで公表され、日本レコード協会の有料音楽配信部門・シングルトラックの2017年4月付でゴールド認定となった。
著名人の評価としては、歌手・俳優の星野源が2017年2月13日の『星野源のオールナイトニッポン』でこの曲を紹介するときに「1日もうずっと聞いてます。リアルで1日60回くらいは聞きましたね。最近いわゆるアニソンというものに『ウォ！』っとくることはなかなかなかったんですけど、久しぶりにこれいい曲だなと思った」と評価したのを始め、作曲家の神前暁が同年5月7日放送の『関ジャム 完全燃SHOW』で「アニメソングの常識を打ち破るような展開の多さ」と絶賛。歌手の平井堅も同年6月4日放送の『Love music』で「初めて聞いたときに、もうとにかくメロディーがおいしいところだらけで、サビもAメロもBメロも全部サビみたいな曲で。ひと聞きぼれして、ポチッと買いました」と評価している。
2017年10月にはニュータイプアニメアワード2017主題歌賞を受賞した。
2019年3月1日には、ソニー・ミュージックエンタテインメントのアニメソング人気投票キャンペーン「平成アニソン大賞」において作詞賞（2010年 - 2019年）に選出された。
2021年7月には兄弟フォークデュオのビリーバンバンの菅原進が自身のYouTube、ニコニコ動画、またサブスク音楽配信サービスでもカバーしている。

## 収録内容
| #         | タイトル                                | 作詞・作曲・編曲 | 時間  |
| --------- | --------------------------------------- | ---------------- | ----- |
| 1.        | 「ようこそジャパリパークへ」            | 大石昌良         | 3:24  |
| 2.        | 「大空ドリーマー」                      | halyosy          | 3:08  |
| 3.        | 「ようこそジャパリパークへ (PPP ver.)」 | 大石昌良         | 3:26  |
| 4.        | 「大空ドリーマー -off vocal ver.-」     |                  | 3:09  |
| 5.        | 「PPP キャストメッセージ」              |                  | 9:09  |
| 合計時間: | 合計時間:                               | 合計時間:        | 22:16 |

| #         | タイトル                                      | 作詞     | 作曲・編曲 | 時間 |
| --------- | --------------------------------------------- | -------- | ---------- | ---- |
| 1.        | 「ようこそジャパリパークへ」                  | 大石昌良 | 大石昌良   | 3:24 |
| 2.        | 「大空ドリーマー」                            | halyosy  | halyosy    | 3:09 |
| 3.        | 「ようこそジャパリパークへ -off vocal ver.-」 | 大石昌良 | 大石昌良   | 3:26 |
| 4.        | 「どうぶつビスケッツ キャストメッセージ」     |          |            | 9:53 |
| 合計時間: | 合計時間:                                     | 19:52    |            |      |

## チャート成績
| チャート（2017年）                | 最高位 |
| --------------------------------- | ------ |
| オリコン                          | 18     |
| Billboard JAPAN Hot 100           | 6      |
| Billboard JAPAN Hot Animation     | 2      |
| Billboard JAPAN Hot Singles Sales | 21     |
| タワーレコード シングル           | 14     |

## 収録アルバム
| 曲名                                | 収録アルバム                                                    | 発売日        | 備考 |
| ----------------------------------- | --------------------------------------------------------------- | ------------- | --- |
| ようこそジャパリパークへ            | 『Japari Café』                                                 | 2017年6月7日  | アニメ『けものフレンズ』のキャラクターソングアルバム。 ボーカルにかばん（内田彩）が加わった「with かばん」バージョンとして収録されている。                                                                         |
| ようこそジャパリパークへ            | 『ペパプ・イン・ザ・スカイ!』                                   | 2018年4月25日 | PPPのメジャーデビューアルバム。 PPPとマーゲイ（山下まみ）が歌う「PPP with マーゲイ」バージョンとして収録されているほか、初回限定盤のボーナスディスクにはPPPのメンバーそれぞれのソロバージョン5種が収録されている。 |
| ようこそジャパリパークへ(Xmas ver.) | 『さふぁりどらいぶ♪』                                           | 2018年10月4日 | どうぶつビスケッツのメジャーデビューアルバム。 どうぶつビスケッツの3人が歌う、クリスマスバージョン。また、元の曲と違い1分程度になっている。                                                                        |
| ようこそジャパリパークへ            | 『ようこそジャパリパークへ 〜こんぷりーとべすと〜』             | 2019年5月29日 | これまで発表された全バージョンに加え、新録バージョンが収録されている。 |
| ようこそジャパリパークへ メタルver. | 『けものフレンズキャラクターソングアルバム「MIRACLE DIALIES」』 | 2020年12月9日 | ×ジャパリ団によるヘビーメタルアレンジ |

## カバー
| 曲名                                     | アーティスト              | 収録作品                              | 発売日         | 備考                                     |
| ---------------------------------------- | ------------------------- | ------------------------------------- | -------------- | ---------------------------------------- |
| ようこそジャパリパークへ                 | オーイシマサヨシ          | 『仮歌』                              | 2017年7月26日  | オーイシマサヨシのセルフカバーアルバム。 |
| ようこそジャパリパークへ                 | 菅原進                    | 「ようこそジャパリパークへ」          | 2021年7月7日   | 配信限定シングル                         |
| ようこそジャパリパークへ                 | TRIX                      | 「ようこそジャパリパークへ」          | 2021年12月22日 | カバーアルバム『CoverX』収録             |
| ようこそジャパリパークへ                 | ハロー、ハッピーワールド! | 「バンドリ! ガールズバンドパーティ!」 | 2023年2月10日  | ゲーム内楽曲として収録                   |
| ようこそジャパリパークへ（弾き語りVer.） | 大石昌良                  | 「パラレルワールド」                  | 2018年3月7日   | 大石昌良の弾き語り曲のシングル。         |